# Kamila Magálová

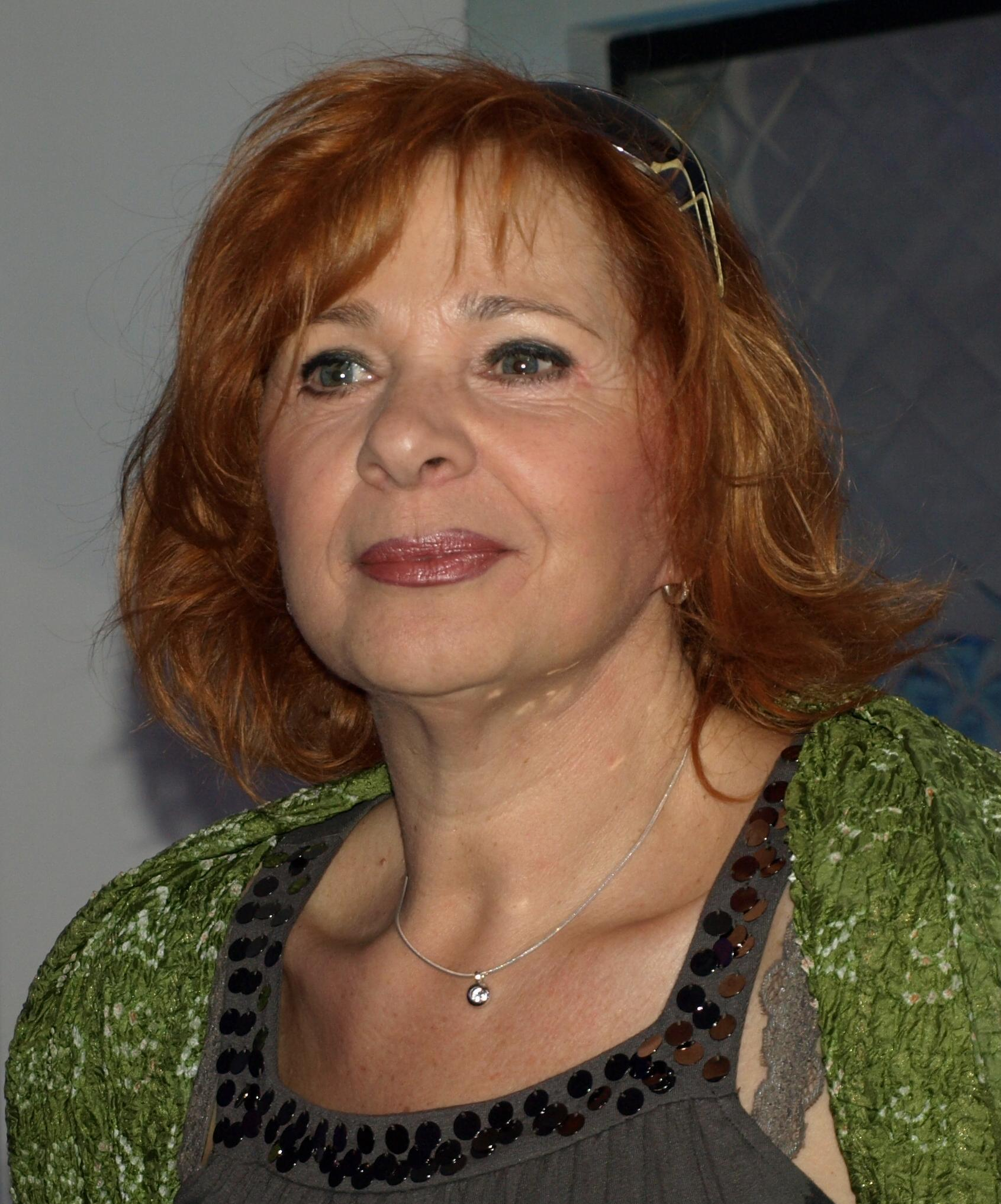

Kamila Magálová (* 16. November 1950 in Bratislava, Tschechoslowakei als Kamila Slováková) ist eine slowakische Schauspielerin, Sängerin und Unternehmerin.

## Werdegang
Magálová ist die Tochter von Ladislav Slovák, einem Dirigenten, und die jüngere Schwester von Marián Slovák, einem Schauspieler. 1975 schloss sie ihre Ausbildung an der Hochschule für Musische Künste Bratislava (VŠMU) ab. Von 1973 bis 1982 war sie Mitglied an der Poetický Súbor Novej Scény in Bratislava. Seit 1982 ist sie Mitglied des Ensembles am Slowakischen Nationaltheater.
Seit 1995 ist sie UNICEF-Botschafterin.

## Privatleben
Sie hat zwei Kinder mit Slovomír Magál, von dem sie sich 2012 scheiden ließ. Gemeinsam mit Magál betreibt sie ein Hotel in Čierna Voda.

## Filmographie (Auswahl)
- 1980: Vati, Mutti und ich
- 1985: Der falsche Prinz
- 1985: Schattenseite des Ruhmes
- 2003: Inkognito
- 2018: Das Geheimnis des zweiköpfigen Drachen